# Der Syndikalist
Der Syndikalist war eine deutschsprachige Zeitschrift des Anarchosyndikalismus und erschien von 1918 bis 1932 als Organ der Freien Arbeiter-Union Deutschlands (FAUD).

## Geschichte
Der Syndikalist erschien ab Dezember 1918 als Nachfolger der verbotenen Zeitschriften Die Einigkeit und Der Pionier mit einer Erstauflage von 10.000 Exemplaren. Mit einer Auflage von 120.000 Exemplaren im Jahre 1920 war Der Syndikalist neben der Zeitschrift Die Internationale das wichtigste Presseorgan der deutschen anarchosyndikalistischen Bewegung. Im Verlag Der Syndikalist von Fritz Kater herausgegeben, wurde die Publikation hauptsächlich an die Mitglieder der FAUD abgegeben, wobei die Auflage von der Mitgliederzahl abhängig war. So hatte Der Syndikalist 1924 noch eine Auflage von 25.000. Wegen des Verkaufs der Zeitschrift wurde der Anarchosyndikalist Willi Paul verhaftet und angeklagt wegen Aufruf zum Generalstreik.
Ab 1931 wurde Der Syndikalist mehrmals verboten, stellte deswegen 1932 sein Erscheinen ein, wurde aber ab 1933 weitergeführt unter dem Titel Arbeiterecho. In der Ausgabe von 1933 (Nr. 1, S. 1) teilte das Arbeiterecho seinen Lesern mit, „Unzählige Male beschlagnahmt, mit Prozessen gegen seine Redakteure, mit Verfolgungen aller Art überhäuft“. Das 8-seitige Blatt Der Syndikalist erschien wöchentlich und enthielt einmal im Monat die Beilage Der Frauenbund des Syndikalistischen Frauenbunds sowie mehrere andere Beilagen: Der Bauindustriearbeiter; Illustriertes Arbeiterblatt; Die junge Menschheit; Für den Binnenschiffer; Jugendwille u. a. Themenschwerpunkte wurden ebenfalls als Beilage publiziert, so z. B. in der Nr. 17 von 1921: An die anarchistische und anarcho-syndikalistische Presse aller Länder. In der Nr. 38 (1931) ein Artikel über die Bakuninhütte: Helfer beim Aufbau. Die Redaktion von Der Syndikalist bestand unter anderem aus Augustin Souchy, Max Winkler,  Helmut Rüdiger, Gerhard Wartenberg und Fritz Köster. Gerhard Wartenberg war auch der Herausgeber der Zeitschrift Der Bakunist (1926) und trug die redaktionelle Verantwortung für Der Syndikalist und später für Arbeiterecho. Autoren, die zu dem informativen Inhalt: Gewerkschaft, kulturelle Aktivitäten, Internationales und Aktionen der FAUD, beitrugen, waren Emma Goldmann, Rudolf Rocker, B. Traven, Alexander Berkman, Artur Streiter, Otto Rühle, Gregor Gog u. a. m. Unterschiedliche Themen wurden in Der Syndikalist erörtert, so: Zum Thema Syndikalismus; Wir und die Marxisten; Antisemitismus und Judenpogrome; Kommunisten – Faschisten; Vom Kindersegen in der Arbeiterfamilie; Die rote Gewerkschaftsinternationale gegen die Syndikalisten; Antimilitarismus und die Frauen.

## Arbeiterecho
Die Zeitung Arbeiterecho erschien 1933 als Nachfolger von Der Syndikalist, Herausgeber war die FAUD (Anarcho-Syndikalisten) und die Redaktion hatte Gerhard Wartenberg. Nachdem Der Syndikalist rund 15 Jahre erschienen war mit vielen Beschlagnahmungen, Prozessen und Verboten, wurde ein anderer Titel gewählt und sollte als „Organ des deutschen Anarcho-Syndikalismus in die Arbeitermassen dringen“ (Nr. 1, S. 1). FAUD-Mitglied Fritz Benner (1912–1966) schrieb in einem Artikel im Arbeiterecho (Nr. 3, 1933) recht anschaulich davon, wie Mitglieder „anderer Arbeiterorganisationen anarchosyndikalistische Kampfmethoden wie Boykott oder Mieterstreiks übernahmen“ und die SPD und Reichsbanner Schwarz-Rot-Gold nahestehenden Arbeiter zusammen mit Kommunisten und Syndikalisten den Widerstand gegen die Nationalsozialisten führten. Die monatlich publizierte Zeitung mit einer Auflage von zwischen 8000 und 10.000 Exemplaren, gedruckt im Zeitungs-Großformat, sollte Ausdruck der Arbeiterbewegung sein und den Weg zu einer sozialen Revolution aufzeigen. Am 16. Februar 1933 wurde die Zeitung im 15. Jahrgang verboten.
Gleichnamige deutschsprachige Ausgaben
- Der Syndikalist (Leipzig). Eine 1933 im Untergrund verteilte einmalige Hektographierte Ausgabe
- Der Syndikalist (Paris). Organ des deutschen Gewerkschaftskartells in Paris (1911–?). Hrsg.: Confédération générale du travail (CGT)

Englischsprachige Ausgaben
- The Syndicalist, London (1912–?)
- The Syndicalist, Chicago (1913, 50 Ausgaben)